# Parafia Bożego Ciała w Bierazinskajach
Parafia Bożego Ciała w Bierazinskajach – rzymskokatolicka parafia znajdująca się w archidiecezji mińsko-mohylewskiej, w dekanacie mołodeczańskim, na Białorusi.

## Historia
Ok. 1443 dziedzic Horodziłowa Jakub Rałowycz wzniósł tu kościół katolicki konsekrowany przez biskupa wileńskiego Macieja. Istniał on do 1866. Nowy kościół wzniesiony został w 1923 nakładem parafian i żołnierzy polskich. Przed II wojną światową parafia należała do dekanatu mołodeczańskiego archidiecezji wileńskiej i nosiła wezwanie św. Anny.
Parafia została zamknięta przez komunistów w 1950. Odrodziła się po upadku ZSRS w sąsiednich Bierazinskajach.